# Joe Schmidt (rugby à XV)
Cet article concerne le joueur et entraîneur de rugby à XV. Pour le joueur de football américain, voir Joe Schmidt.

Dernière mise à jour le 29 juin 2022.
Josef Schmidt dit Joe Schmidt, né le 12 septembre 1965 à New Plymouth (Nouvelle-Zélande), est un joueur néo-zélandais de rugby à XV jouant au poste d'ailier devenu entraîneur. À partir de janvier 2024, il est le sélectionneur de l'équipe nationale d'Australie.

## Biographie
Après une carrière de joueur au poste d'ailier, il commence sa carrière d'entraîneur en 2003 en tant qu'adjoint de Vern Cotter au Bay of Plenty. Puis en 2004 il devient entraîneur-adjoint des Auckland Blues aux côtés de Peter Sloane puis David Nucifora. En 2007, Vern Cotter, devenu entraîneur de l'ASM Clermont Auvergne, le recrute pour qu'il redevienne son adjoint responsable des lignes arrières. Il décroche à ce poste le titre de Champion de France 2010. En décembre 2009, il décroche son premier poste d'entraîneur en chef en devenant le manager général du Leinster.
Le 29 avril 2013, il est nommé sélectionneur du XV du Trèfle en succession de Declan Kidney à partir de juillet 2013. Dès sa première participation, il mène l'équipe à la victoire du Tournoi des six nations en 2014. Il récidive en 2015 puis de nouveau en 2018 en réalisant le Grand Chelem.
En novembre 2018, la Fédération irlandaise de rugby à XV annonce qu'il quittera son poste à l'issue de la Coupe du monde de rugby à XV 2019. Il sera remplacé par son adjoint, chargé de la défense, Andy Farrell. Il déclare en janvier 2019 vouloir prendre du recul et ne pas être impliqué dans l'entraînement pendant au moins douze mois.
À partir de novembre 2020, il est directeur du rugby et de la haute performance de World Rugby. Il est responsable d'un nouveau département créé pour s'occuper du haut niveau, des arbitres, de la santé des joueurs, de la formation et de l'éducation. Il quitte son poste à la fin de l'année 2021 et est remplacé par Phil Davies.
À partir de juillet 2022, il est sélectionneur indépendant de l'équipe de Nouvelle-Zélande de rugby à XV. Son rôle consiste à visionner et analyser les matchs des All Blacks (en sélection comme en club) pour fournir au vrai sélectionneur ses résultats sur le jeu ou les performances des joueurs. Dans un premier temps, il n'est pas membre de l'encadrement de l'équipe qui travaille avec les joueurs sur le terrain, avant d'être nommé entraîneur de l'attaque à partir du 17 août 2022.
En janvier 2024, il est nommé sélectionneur de l'équipe d'Australie de rugby à XV.

## Carrière d'entraîneur

### En club
| Saison      | Club                  | Division      | Poste    | Classement             | Coupe d'Europe             | Challenge européen              |
| ----------- | --------------------- | ------------- | -------- | ---------------------- | -------------------------- | ------------------------------- |
| 2004        | Blues                 | Super 12      | Arrières | 5e                     | -                          | -                               |
| 2005        | Blues                 | Super 12      | Arrières | 7e                     | -                          | -                               |
| 2006        | Blues                 | Super 14      | Arrières | 8e                     | -                          | -                               |
| 2007        | Blues                 | Super 14      | Arrières | Éliminé en demi-finale | -                          | -                               |
| 2007 - 2008 | ASM Clermont Auvergne | Top 14        | Arrières | Défaite en finale      | Éliminé en poule           | -                               |
| 2008 - 2009 | ASM Clermont Auvergne | Top 14        | Arrières | Défaite en finale      | Éliminé en poule           | -                               |
| 2009 - 2010 | ASM Clermont Auvergne | Top 14        | Arrières | Champion de France     | Éliminé en quart-de-finale | -                               |
| 2010 - 2011 | Leinster              | Celtic League | Manager  | Défaite en finale      | Champion d'Europe          | -                               |
| 2011 - 2012 | Leinster              | Celtic League | Manager  | Défaite en finale      | Champion d'Europe          | -                               |
| 2012 - 2013 | Leinster              | Pro12         | Manager  | Champion du Pro12      | Éliminé en poule           | Vainqueur du Challenge Européen |

### En sélection
| Année | Sélection | Tournoi     | Poste         | Classement World Rugby à la fin de l'année | Tournoi                  | Coupe du monde             |
| ----- | --------- | ----------- | ------------- | ------------------------------------------ | ------------------------ | -------------------------- |
| 2013  | Irlande   | Six Nations | Sélectionneur | 7e                                         | Pas encore en poste      | -                          |
| 2014  | Irlande   | Six Nations | Sélectionneur | 3e                                         | Vainqueur                | -                          |
| 2015  | Irlande   | Six Nations | Sélectionneur | 6e                                         | Vainqueur                | Éliminé en quart-de-finale |
| 2016  | Irlande   | Six Nations | Sélectionneur | 4e                                         | 3e                       | -                          |
| 2017  | Irlande   | Six Nations | Sélectionneur | 3e                                         | 2e                       | -                          |
| 2018  | Irlande   | Six Nations | Sélectionneur | 2e                                         | Vainqueur (Grand Chelem) | -                          |
| 2019  | Irlande   | Six Nations | Sélectionneur | 5e                                         | 3e                       | Éliminé en quart-de-finale |

## Palmarès

### En tant qu'entraîneur
- Avec l'Irlande
  - Vainqueur du Tournoi des Six Nations en 2014
  - Vainqueur du Tournoi des Six Nations en 2015
  - Grand Chelem dans le Tournoi des Six Nations 2018
  - Autres
    - Triple couronne : 2018
    - Millennium Trophy (3) : 2015, 2017 et 2018
    - Centenary Quaich (5) : 2014, 2015, 2016, 2018 et 2019
- Avec le Leinster
  - Champion d'Europe : 2011, 2012
  - Vainqueur du Challenge européen : 2013
  - Vainqueur du Pro12 : 2013
  - Finaliste du Pro12 : 2011, 2012
- Avec l'ASM Clermont
  - Champion de France (1) : 2010
  - Vice-champion de France (3) : 2008, 2009
- Avec Bay of Plenty
  - Vainqueur de la Ranfurly Shield en 2004

### Distinctions personnelles
- Oscars du Midi olympique 2010 :  Oscar d'Or du meilleur encadrement (avec Vern Cotter)
- Nuit du rugby 2010 : Meilleur staff d'entraîneur du Top 14 (avec Vern Cotter) pour la saison 2009-2010
- Prix World Rugby : Entraîneur de l'année en 2018